# Objet de Fourcade-Figueroa
L'objet de Fourcade-Figueroa (abrégé en galaxie FF) est une galaxie spirale barrée de type magellanique, vue par la tranche et située dans la constellation du Centaure. Sa vitesse par rapport au fond diffus cosmologique est de 1 070 ± 17 km/s, ce qui correspond à une distance de Hubble de 15,8 ± 1,1 Mpc (∼51,5 millions d'al).
La classe de luminosité de la galaxie FF est V et elle présente une large raie HI. Elle est de plus une galaxie à faible brillance de surface (LSB en anglais pour low surface brightness). Les galaxies LSB sont des galaxies diffuses (D) avec une brillance de surface inférieure de moins d'une magnitude à celle du ciel nocturne ambiant.
Dans le ciel terrestre, la galaxie FF se situe non loin de NGC 5128, dit aussi Centaurus A.
À ce jour, neuf mesures non basées sur le décalage vers le rouge (redshift) donnent une distance de 5,226 ± 2,302 Mpc (∼17 millions d'al), ce qui est à l'extérieur des valeurs de la distance de Hubble.

## Découverte
La première mention de l'objet de Fourcade-Figueroa apparaît dans une publication de 1971. L'objet a été découvert par l'astronome argentin Carlos Raúl Fourcade et l'astronome chilien Figueroa,.

## Caractéristiques
À l'origine, on pensait que l'objet de Fourcade-Figueroa, de par sa proximité avec celle-ci, faisait partie du groupe de galaxies de NGC 5128. Mais il s'avère en réalité qu'il s'agit d'une galaxie d'arrière-plan.
La galaxie FF interroge sur le rôle de la matière noire sur la morphologie d'une telle galaxie. La galaxie est clairement perturbée sur son côté nord-ouest, une perturbation observable aux longueurs d’onde optiques et H I. Elle présente également la structure d'une galaxie dite super-mince, se caractérisant par un disque stellaire peu épais. Toutes ces caractéristiques morphologiques pourraient être dues à l'halo compact de matière noire qui englobe la galaxie. Cette idée est davantage renforcée par le fait que la galaxie est relativement isolée, ne pouvant donc être perturbée par l'influence gravitationnelle d'une autre galaxie proche.